# Romuald Kolman
Romuald Stanisław Antoni Kolman (ur. 17 czerwca 1922 we Lwowie, zm. 23 lutego 2016 w Gdańsku) – profesor nauk technicznych, prekursor kwalitologii w Polsce.

## Życiorys
Szkołę podstawową i średnią ukończył w rodzinnym mieście. W 1944 został wywieziony do Niemiec na roboty przymusowe, skąd po wojnie powrócił do Polski i osiedlił się na Dolnym Śląsku. W latach 1945–1950 studiował technologię maszyn na Politechnice Wrocławskiej. Po ukończeniu studiów przeniósł się do Warszawy, gdzie podjął pracę na stanowisku starszego asystenta w Wojskowej Akademii Technicznej. Po roku rozpoczął pracę jako młodszy asystent na Politechnice Warszawskiej. W 1959, na podstawie pracy pt. Metoda wskaźników przydatności powierzchni części maszyn, otrzymał stopień doktora nauk technicznych przyznany przez Wojskową Akademię Techniczną, a w 1962 uzyskał habilitację. W 1964 rozpoczął pracę na stanowisku kierownika Katedry Obróbki Skrawaniem Politechniki Gdańskiej. W latach 1966–1969 pełnił funkcję prodziekana Wydziału Technologii Maszyn. W 1971 został profesorem nadzwyczajnym, a w 1985 profesorem zwyczajnym. W 1979 jako prekursor utworzył na Politechnice Gdańskiej Zakład Inżynierii Jakości i Metrologii, jednostkę zajmującą się zagadnieniami jakości. Obok prof. Edwarda Kindlarskiego był pionierem Kwalitologii. Zmarł w wieku 93 lat w Gdańsku.

## Stanowiska
Politechnika Wrocławska:
- 1949-50 mł. asystent
- 1950-51 asystent

Politechnika Warszawska:
- 1952-53 st. asystent

Wojskowa Akademia Techniczna w Warszawie:
- 1951-54 st. asystent
- 1954-60 kierownik laboratorium
- 1960-64 kierownik Zakładu Technologii Metali

Politechnika Gdańska:
- 1964-69 kierownik Katedry Obróbki Skrawaniem
- 1966-69 prodziekan Wydziału Technologii Maszyn
- 1969-79 kierownik Zakładu Obrabiarek i Obróbki Skrawaniem
- 1979-85 kierownik Zakładu Inżynierii Jakości i Metrologii[6][7]

## Członkostwa
- Stowarzyszenie Inżynierów i Techników Mechaników Polskich (SIMP) - przewodniczący Sądu Koleżeńskiego Oddziału Wojewódzkiego w Gdańsku
- Towarzystwo Naukowe Organizacji i Kierownictwa (TNOiK) - prezes Oddziału Gdańskiego (od 1991), członek Zarządu Głównego (1993-1997), honorowy członek (od 1997)
- Komitet Jakości Krajowej Izby Gospodarczej (KIG) - przewodniczący Podkomitetu "Jakość Życia"
- Internationale Gesselschaft fϋr Warenkunde und Technologie, Wiedeń - członek (1983-1992)
- Gdańskie Towarzystwo Naukowe - członek (1965-1994)[2]

## Nagrody, wyróżnienia, odznaczenia
Odznaczenia:
- 1974 - Krzyż Kawalerski Orderu Odrodzenia Polski
- Medal 40-lecia Polski Ludowej[8]
- 1997 - Medal Komisji Edukacji Narodowej
- 1995 - Medal imienia Karola Adamieckiego za wybitne zasługi dla nauk o organizacji i zarządzaniu,
- 1980 - Odznaka Honorowa Za zasługi dla Gdańska[6]
- 2003 - Krzyż Oficerski Orderu Odrodzenia Polski[9]

Nagrody:
- 1974 - Nagroda Ministra Nauki, Szkolnictwa Wyższego i Techniki (II st.) za osiągnięcia w dziedzinie badań naukowych pt. Ilościowe określenie jakości
- 1979 - Nagroda Ministra Nauki, Szkolnictwa Wyższego i Techniki (II st.) za osiągnięcia w dziedzinie kształcenia kadry naukowej
- Nagroda Rektora Politechniki Gdańskiej
- 1998 - Indywidualna Polska Nagroda Jakości[6]

## Ważne publikacje
- Ilościowe określanie jakości., Państwowe Wydawnictwo Ekonomiczne, 1973
- Sterowanie jakością wytwarzania., Politechnika Gdańska, 1977
- Materiały 24 konferencji Europejskich Organizacji Sterowania Jakością (EOQC), 1980
- Metoda szybkiego wyznaczania jakości towarów., materiały konferencji Uniwersytetu w Bari (Włochy)
- Metodyka racjonalnego doboru procesów wytwarzania., International Journal of Production Research, 1988
- Doktoraty i habilitacje. Poradnik realizacji., współautor K. Szczepańska, TNOiK Dom Organizatora, Toruń, 2011
- Jakość życia na co dzień, Oficyna Wydawnicza Ośrodka Postępu Organizacyjnego, Bydgoszcz, 2002
- Kwalitologia. Wiedza o różnych dziedzinach jakości., Agencja Wydawnicza Placet, Warszawa, 2009[6]

Autor projakościowych monografii:
- Mała Encyklopedia Jakości, praca zbiorowa, Komisja Ekonomiki Jakości, Warszawa, 1984
- Inżynieria Jakości, Państwowe Wydawnictwo Ekonomiczne, Warszawa, 1992
- Jakość usług, współautor T. Tkaczyk, Oficyna Wydawnicza Ośrodka Postępu Organizacyjnego, Bydgoszcz, 1996
- Nowoczesny system jakości, współautor K. Krukowski, Oficyna Wydawnicza Ośrodka Postępu Organizacyjnego, 1997